# François Halna du Fretay
Pour les articles homonymes, voir Halna du Fretay.
François Halna du Fretay, né le 13 septembre 1891 à Saint-Goazec (Finistère) et décédé le 13 février 1963 à Ploaré (Finistère), est un homme politique français.

## Biographie

Blason des Halna du Fretay

François Halna du Fretay est le petit-fils de Louis Monjaret de Kerjégu. Il épouse Anne de La Monneraye, fille de Léon de La Monneraye, officier de marine qui donnera son nom au lac La Monneraye.
Assureur conseil, il se lance en politique en devenant maire de Ploaré en 1920. Conseiller général en 1926, il est élu sénateur en 1938.
Le 10 juillet 1940, il vote les pleins pouvoirs au maréchal Pétain.
Arrêté à plusieurs reprises pour faits de Résistance, il retrouve ses fonctions de maire de Ploaré à la Libération. Mais il est battu aux élections municipales de 1945 et se retire alors de la vie politique.

### Sources
- « François Halna du Fretay », dans le Dictionnaire des parlementaires français (1889-1940), sous la direction de Jean Jolly, PUF, 1960 [détail de l’édition]
- « Fiche biographique de François Halna du Fretay sur le site du Sénat », sur www.senat.fr, Sénat (consulté le 31 octobre 2015)